# Герб на Чили
Гербът на Чили е приет през 1834 г. Негов автор е англичанина Чарлз Ууд Тейлър (на английски: Charles Wood Taylor).
Хералдически щит със звезда в националните цветове на Чили е придържан от андски кондор (Vultur gryphus) вдясно и южноандски елен (Hippocamelus bisulcus) вляво, които са едни от символите на Андите. В долната част на герба е разположена лента с девиза "Por la Razón o la Fuerza" („По убеждение или по принуда“).